# Promozione Piemonte-Valle d'Aosta 1981-1982
Nella stagione 1981-1982 la Promozione era il sesto livello del calcio italiano (il massimo livello regionale). Qui vi sono le statistiche relative al campionato in Piemonte e in Valle d'Aosta gestito dal Comitato Regionale Piemonte-Valle d'Aosta.
Il campionato è strutturato in vari gironi all'italiana su base regionale, gestiti dai Comitati Regionali di competenza. Promozioni alla categoria superiore e retrocessioni in quella inferiore non erano sempre omogenee; erano quantificate all'inizio del campionato dal Comitato Regionale secondo le direttive stabilite dalla Lega Nazionale Dilettanti, ma flessibili, in relazione al numero delle società retrocesse dal Campionato Interregionale e perciò, a seconda delle varie situazioni regionali, la fine del campionato poteva avere degli spareggi sia di promozione che di retrocessione.

## Girone A

### Squadre partecipanti
| Squadra                  | Città (provincia)             |
| ------------------------ | ----------------------------- |
| U.S. Arec Cafasse        | Cafasse (TO)                  |
| U.S. Bollengo            | Bollengo (TO)                 |
| A.S. Borgosesia          | Borgosesia (VC)               |
| A.C. Castellettese       | Castelletto sopra Ticino (NO) |
| A.S. Cossatese           | Cossato (VC)                  |
| U.S. Crescentinese       | Crescentino (VC)              |
| A.S. Farese              | Fara Novarese (NO)            |
| A.C. Gozzano             | Gozzano (NO)                  |
| U.S. Gravellona          | Gravellona Toce (NO)          |
| U.S.I. Grignasco         | Grignasco (NO)                |
| A.C. Mathi               | Mathi (TO)                    |
| A.C. Meina               | Meina (NO)                    |
| Oleggio Sportiva         | Oleggio (NO)                  |
| Stresa Sportiva          | Stresa (NO)                   |
| A.S. Verbania            | Verbania (NO)                 |
| A.S. Virtus Villadossola | Villadossola (NO)             |

### Classifica finale
|  | Pos. | Squadra             | Pt  | G   | V   | N   | P   | GF  | GS  | DR  |
|  | ---- | ------------------- | --- | --- | --- | --- | --- | --- | --- | --- |
|  | 1.   | Cossatese           | 41  | 30  | 16  | 9   | 5   | 44  | 16  | +28 |
|  | 2.   | Gozzano             | 41  | 30  | 14  | 13  | 3   | 39  | 20  | +19 |
|  | 3.   | Grignasco           | 35  | 30  | 13  | 9   | 8   | 39  | 28  | +11 |
|  | 4.   | Gravellona          | 33  | 30  | 13  | 7   | 10  | 39  | 30  | +9  |
|  | 5.   | Verbania            | 32  | 30  | 9   | 14  | 7   | 34  | 24  | +10 |
|  | 6.   | Bollengo            | 32  | 30  | 12  | 8   | 10  | 43  | 36  | +7  |
|  | 7.   | Farese              | 32  | 30  | 9   | 14  | 7   | 31  | 30  | +1  |
|  | 8.   | Mathi               | 31  | 30  | 10  | 11  | 9   | 28  | 30  | -2  |
|  | 9.   | Oleggio             | 30  | 30  | 11  | 8   | 11  | 35  | 29  | +6  |
|  | 10.  | Arec Cafasse        | 29  | 30  | 11  | 7   | 12  | 33  | 45  | -12 |
|  | 11.  | Virtus Villadossola | 27  | 30  | 6   | 15  | 9   | 24  | 29  | -5  |
|  | 12.  | Crescentinese       | 26  | 30  | 4   | 18  | 8   | 27  | 34  | -7  |
|  | 13.  | Borgosesia          | 26  | 30  | 8   | 10  | 12  | 26  | 34  | -8  |
|  | 14.  | Castellettese       | 26  | 30  | 8   | 10  | 12  | 26  | 35  | -9  |
|  | 15.  | Stresa              | 25  | 30  | 6   | 13  | 11  | 18  | 31  | -13 |
|  | 16.  | Meina               | 14  | 30  | 3   | 8   | 19  | 17  | 52  | -35 |
|  |      |                     | 480 | 480 | 151 | 178 | 151 | 503 | 503 | 0   |

Legenda:
      Promosso in Interregionale 1982-1983.
      Retrocesso in Prima Categoria.
Regolamento:
Due punti a vittoria, uno a pareggio, zero a sconfitta.
Pari merito in caso di pari punti.

### Spareggio per il 1º posto in classifica e promozione all'Interregionale
|         | Risultati |           | Luogo e data             |
| ------- | --------- | --------- | ------------------------ |
| Gozzano | 0 - 3     | Cossatese | Vercelli, 30 maggio 1982 |
|         |           |           |                          |

- La Cossatese è promossa all'Interregionale 1982-1983.

## Girone B

### Squadre partecipanti
| Squadra                  | Città (provincia)        |
| ------------------------ | ------------------------ |
| Acqui U.S.               | Acqui Terme (AL)         |
| U.S. Alpignano           | Alpignano (TO)           |
| Audace Club Boschese     | Bosco Marengo (AL)       |
| A.C. Bra                 | Bra (CN)                 |
| Pol. Busca               | Busca (CN)               |
| A.S. Carassonese         | Mondovì (CN)             |
| U.S. Cheraschese         | Cherasco (CN)            |
| U.S. Fossanese           | Fossano (CN)             |
| A.C. Grugliasco          | Grugliasco (TO)          |
| S.C. Madonna di Campagna | Torino                   |
| Moncalieri Calcio        | Moncalieri (TO)          |
| G.S. Pertusa Millefonti  | Torino                   |
| A.C. Saluzzo             | Saluzzo (CN)             |
| U.S. Saviglianese        | Savigliano (CN)          |
| S.P. Sommarivese         | Sommariva del Bosco (CN) |
| U.S. Valenzana           | Valenza (AL)             |

### Classifica finale
|  | Pos. | Squadra              | Pt  | G   | V   | N   | P   | GF  | GS  | DR  |
|  | ---- | -------------------- | --- | --- | --- | --- | --- | --- | --- | --- |
|  | 1.   | Acqui                | 43  | 30  | 16  | 11  | 3   | 60  | 17  | +43 |
|  | 2.   | Bra                  | 43  | 30  | 16  | 11  | 3   | 35  | 20  | +15 |
|  | 3.   | Carassonese          | 41  | 30  | 15  | 11  | 4   | 40  | 25  | +15 |
|  | 4.   | Moncalieri           | 39  | 30  | 14  | 11  | 5   | 46  | 27  | +19 |
|  | 5.   | Valenzana            | 37  | 30  | 14  | 9   | 7   | 44  | 21  | +23 |
|  | 6.   | Audace Club Boschese | 31  | 30  | 9   | 13  | 8   | 35  | 24  | +11 |
|  | 7.   | Alpignano            | 31  | 30  | 9   | 13  | 8   | 31  | 31  | 0   |
|  | 8.   | Sommarivese          | 29  | 30  | 9   | 11  | 10  | 28  | 33  | -5  |
|  | 9.   | Madonna di Campagna  | 29  | 30  | 8   | 13  | 9   | 30  | 40  | -10 |
|  | 10.  | Fossanese            | 28  | 30  | 9   | 10  | 11  | 38  | 37  | +1  |
|  | 11.  | Pertusa Millefonti   | 27  | 30  | 9   | 9   | 12  | 34  | 38  | -4  |
|  | 12.  | Cheraschese          | 26  | 30  | 8   | 10  | 12  | 28  | 38  | -10 |
|  | 13.  | Saviglianese         | 26  | 30  | 7   | 12  | 11  | 28  | 31  | -3  |
|  | 14.  | Busca                | 19  | 30  | 6   | 7   | 17  | 18  | 42  | -24 |
|  | 15.  | Grugliasco           | 18  | 30  | 6   | 6   | 18  | 24  | 53  | -29 |
|  | 16.  | Saluzzo              | 13  | 30  | 3   | 7   | 20  | 18  | 60  | -42 |
|  |      |                      | 480 | 480 | 158 | 164 | 158 | 537 | 537 | 0   |

Legenda:
      Promosso in Interregionale 1982-1983.
      Retrocesso in Prima Categoria.
Regolamento:
Due punti a vittoria, uno a pareggio, zero a sconfitta.
Pari merito in caso di pari punti.

### Spareggio per il 1º posto in classifica e promozione all'Interregionale
|       | Risultato   |     | Luogo e data         |
| ----- | ----------- | --- | -------------------- |
| Acqui | 0 - 0 (dts) | Bra | Asti, 23 maggio 1982 |
|       |             |     |                      |

#### Ripetizione
|       | Risultato   |     | Luogo e data         |
| ----- | ----------- | --- | -------------------- |
| Acqui | 2 - 1 (dts) | Bra | Asti, 30 maggio 1982 |
|       |             |     |                      |

- L'Acqui è promosso all'Interregionale 1982-1983.

### Spareggio salvezza intergirone
|        | Risultato |            | Luogo e data            |
| ------ | --------- | ---------- | ----------------------- |
| Stresa | 2 - 1     | Grugliasco | Santhià, 23 maggio 1982 |
|        |           |            |                         |

- Il Grugliasco retrocede in Prima Categoria.